# بيتر أغوستيني
بيتر أغوستيني (بالإنجليزية: Peter Agostini)‏ هو نحات أمريكي، ولد في 13 فبراير 1913 في مطبخ الجحيم في الولايات المتحدة، وتوفي في 27 مارس 1993 في مانهاتن في الولايات المتحدة.